# Gheorghe Angelescu
Gheorghe Angelescu (n. 3 noiembrie 1961, București) este un inginer și om politic român, care a îndeplinit, în perioada 19 noiembrie 1992 - 28 august 1993, funcția de ministru al tineretului și sportului în cadrul Guvernului Văcăroiu. În prezent, el îndeplinește funcția de Consilier de Stat și Coordonator al Cancelariei Ordinelor din cadrul Administrației Prezidențiale (din 2000).

## Biografie
Gheorghe Angelescu s-a născut la data de 3 noiembrie 1961 în municipiul București. După ce a studiat la Liceul "George Coșbuc" din București (1976-1980), a urmat cursurile Facultății de Tehnologia Construcțiilor de Mașini, Secția Mașini Unelte din cadrul Institutului Politehnic București (1981-1986), obținând diploma de inginer TCM. Ulterior, a absolvit și Colegiul Național de Apărare - seria a XI-a.
După absolvirea facultății, a lucrat ca inginer stagiar la I.M.C. Câmpina (1986-1989) și apoi ca inginer proiectant la Întreprinderea FAUR S.A. și inginer de marketing la I.I.R.U.C. S.A. (1989-1992).
În anul 1990 a devenit membru al FSN, fiind membru fondator al FDSN (Frontul Democrat al Salvării Naționale) în anul 1992. Anterior el fusese și membru al Uniunii Tineretului Comunist.
În perioada 19 noiembrie 1992 - 28 august 1993, Gheorghe Angelescu a îndeplinit funcția de ministru al tineretului și sportului în Guvernul Nicolae Văcăroiu. La 28 august 1993, a fost eliberat din funcție cu ocazia remanierii guvernului și a fost numit în funcția de secretar de stat la Ministerul Tineretului și Sportului, consilier al Primului Ministru și consilier la Direcția Europa în cadrul Ministerului Afacerilor Externe (1993-1994). 
Între anii 1994-1997, a fost numit în funcția de Secretar I pe probleme politice
la Ambasada României în Italia. Reîntors în țară, în perioada 1997-2000, a lucrat în calitate de Coordonator al Direcției Organizare din cadrul Departamentului Organizatoric al Partidului Democrației Sociale din România (PDSR).
În decembrie 2000, a fost numit în funcția de Consilier de Stat la Administrația Prezidențială, șef al Cancelariei Ordinelor. După schimbarea președintelui, Traian Băsescu l-a menținut în Administrația Prezidențială, cu titlul de Consilier de Stat și Coordonator al Cancelariei Ordinelor (din ianuarie 2005).
De asemenea, el deține funcțiile de membru al Asociației Române de Politică Externă și al Asociației "România în Lume".
Gheorghe Angelescu vorbește limbile italiană, franceză și engleză. Este căsătorit. Nu are copii.